# Hipposideros inornatus
Hipposideros inornatus is een vleermuis uit het geslacht Hipposideros die voorkomt in de zandsteengebieden van Top End (Noordelijk Territorium, Australië). Deze soort is nauw verwant aan Hipposideros diadema en wordt nog vaak als een ondersoort van die soort gezien.
H. inornatus is een vrij klein lid van de diadema-groep. De rugvacht is meestal lichtbruin, de buikvacht kan zowel wit als lichtbruin zijn. De kop-romplengte bedraagt 75 tot 79 mm, de voorarmlengte 68 tot 73 mm, de oorlengte 23 tot 27 mm en het gewicht 22 tot 35 g.